# Peristernia forskalii
Peristernia forskalii is een slakkensoort uit de familie van de Fasciolariidae. De wetenschappelijke naam van de soort is voor het eerst geldig gepubliceerd in 1875 door Tapparone-Canefri.